# Liste der Biografien/Ols
Liste der Biografien |
Portal Biografien |
Personensuche
# |
A |
B |
C |
D |
E |
F |
G |
H |
I |
J |
K |
L |
M |
N |
O |
P |
Q |
R |
S |
T |
U |
V |
W |
X |
Y |
Z |
?
 
Oa |
Ob |
Oc |
Od |
Oe |
Of |
Og |
Oh |
Oi |
Oj |
Ok |
Ol |
Om |
On |
Oo |
Op |
Oq |
Or |
Os |
Ot |
Ou |
Ov |
Ow |
Ox |
Oy |
Oz
 
Ola |
Olb |
Olc |
Old |
Ole |
Olf |
Olg |
Olh |
Oli |
Olj |
Olk |
Oll |
Olm |
Oln |
Olo |
Olp |
Olr |
Ols |
Olt |
Olu |
Olv |
Olw |
Oly |
Olz
Die Liste der Biografien führt alle Personen auf, die in der deutschsprachigen Wikipedia einen Artikel haben. Dieses ist eine Teilliste mit 411 Einträgen von Personen, deren Namen mit den Buchstaben „Ols“ beginnt.

## Ols

### Olsb
- Olsberg, Karl (* 1960), deutscher SchriftstellerKarl Olsberg (* 1960)

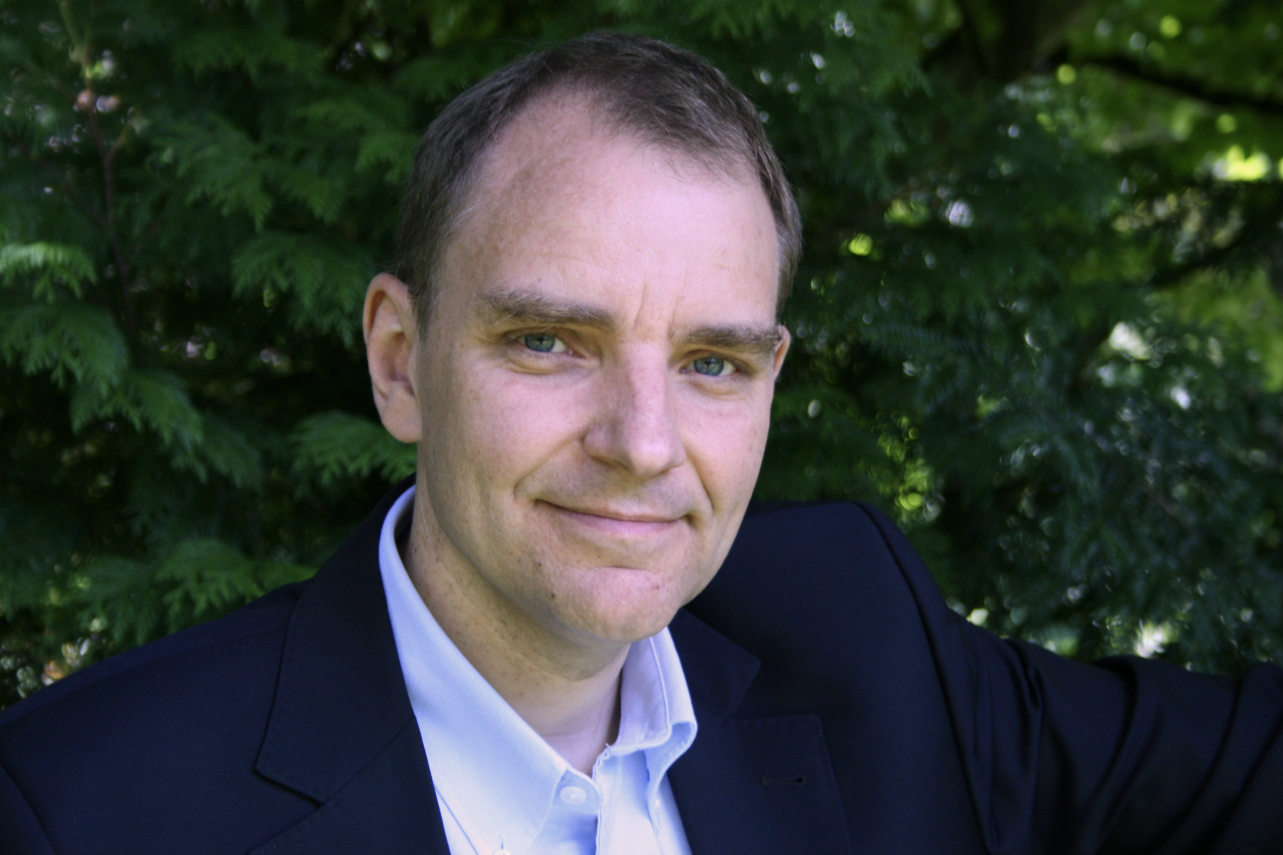
Karl Olsberg (* 1960)

- Olsbu Røiseland, Marte (* 1990), norwegische Biathletin

### Olsc
- Olschak, Blanche Christine (1913–1989), Schweizer Sozialwissenschaftlerin und Tibetologin
- Olschanezky, Sonia (1923–1944), französische Agentin des SOE
- Olschanski, Alexander Jurjewitsch (* 1946), russischer Mathematiker
- Olschanski, Konstantin Fjodorowitsch (1915–1944), sowjetischer Marineinfanterist
- Olschanski, Uljana, zweite Ehefrau des litauischen Großfürsten Vytautas
- Olschanskyj, Wolodymyr (* 1976), ukrainischer Skilangläufer
- Olscher, Alfred (1887–1946), deutscher Jurist und Ministerialbeamter
- Olschewskaja, Jewgenija Senonowna (* 1978), russische Wasserspringerin
- Olschewski, Anke (* 1962), deutsche Tischtennisspielerin
- Olschewski, Gerhard (* 1942), deutscher Schauspieler und Hörspielsprecher
- Olschewski, Hugo (1881–1940), deutscher Schauspieler
- Olschewski, Karl-Heinz (1943–2013), deutsches Fußballfan-Original
- Olschewski, Leo (1894–1942), deutscher römisch-katholischer Geistlicher und Märtyrer
- Olschewski, Malte (1940–2022), österreichischer Journalist und Autor
- Olschewski, Pawel (* 1962), polnischer und deutscher Moderner Fünfkämpfer
- Olschewski, Stefan (* 1975), deutscher Spieleautor, Journalist und Zauberkünstler
- Olschewski, Wilhelm junior (1902–1944), deutscher Widerstandskämpfer im Dritten Reich
- Olschewski, Wilhelm senior (1871–1943), deutscher Widerstandskämpfer im Dritten Reich
- Olschki, Leo S. (1861–1940), deutsch-italienischer Buchantiquar und Verleger
- Olschki, Leonardo (1885–1961), deutsch-italienisch-US-amerikanischer Romanist
- Olschok, Herbert (* 1951), deutscher Schauspieler, Theaterregisseur, Hörspielsprecher und Schauspiellehrer
- Olschowski, Petra (* 1965), deutsche Kunsthistorikerin, Journalistin und Politikerin (Bündnis 90/Die Grünen), MdLPetra Olschowski (* 1965)

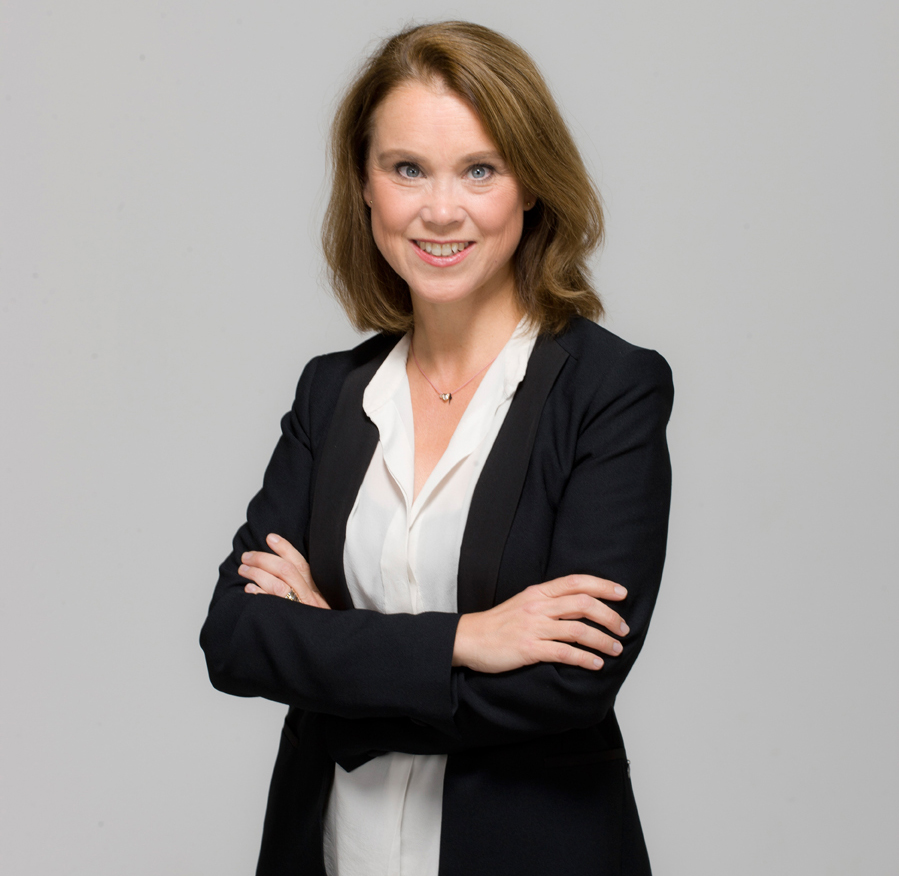
Petra Olschowski (* 1965)

- Olschowsky, Franz (1937–2012), deutscher Regisseur des Musiktheaters
- Olschowsky, Heinrich (* 1939), deutscher Hochschullehrer, Professor für Polonistik der Humboldt-Universität zu Berlin
- Olschowsky, Jan (* 2001), deutscher Fußballtorhüter
- Olschowy, Gerhard (1915–2002), deutscher Landschaftsplaner und Naturschutzfachmann
- Olschytsch, Oleh (1907–1944), ukrainischer Schriftsteller, Dichter und Prähistoriker

### Olsd
- Olsdal, Stefan (* 1974), schwedischer Bassist in der Band Placebo

### Olse
- Olsen Beck, Karen (* 1933), costa-ricanische Diplomatin
- Olsen, Aaron (* 1978), US-amerikanischer Radrennfahrer
- Olsen, Agnete (1909–1997), dänische Schwimmerin
- Olsen, Akitsinnguaq (* 1970), grönländische Politikerin
- Olsen, Alexander Steen (* 2001), norwegischer Skirennläufer
- Olsen, Allan (* 1960), dänischer Filmschauspieler
- Olsen, Anders († 1786), norwegisch-dänischer Kaufmann und Kolonialverwalter
- Olsen, Anders (* 1971), grönländischer Politiker (Siumut) und Polizist
- Olsen, Anders Peter (1862–1938), dänischer Kaufmann, Beamter und kommissarischer Inspektor in Grönland
- Olsen, Angel (* 1987), US-amerikanische Indie-Pop-Sängerin
- Olsen, Annika (* 1975), färöische Politikerin
- Olsen, Anton (1897–1968), norwegischer Sportschütze
- Olsen, Aqqaluartaa (* 1991), grönländischer Biathlet
- Olsen, Arnold (1916–1990), US-amerikanischer Politiker
- Olsen, Ashley (* 1986), US-amerikanische Schauspielerin
- Olsen, Avaaraq S. (* 1984), grönländische Kommunalpolitikerin (Inuit Ataqatigiit)
- Olsen, Bárður (* 1985), färöischer Fußballspieler

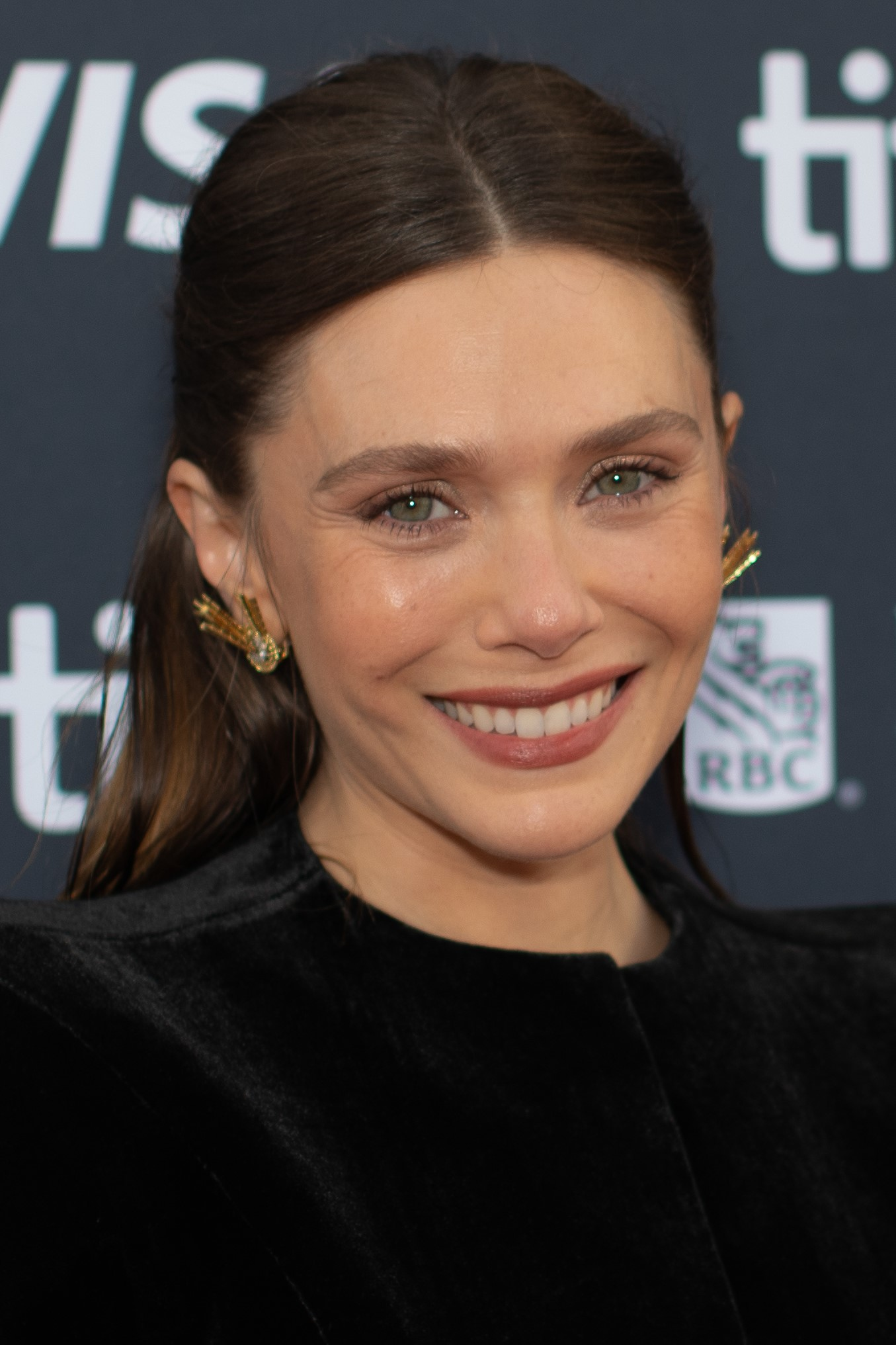
Elizabeth Olsen (* 1989)

- Olsen, Ben (* 1977), US-amerikanischer Fußballspieler
- Olsen, Bjørk Lange (* 1989), grönländischer Politiker (Demokraatit)
- Olsen, Bjørn, norwegischer Schauspieler
- Olsen, Björn Reino (* 1940), norwegisch-amerikanischer Anatom und Molekularbiologe
- Olsen, Bob (1884–1956), amerikanischer Science-Fiction-Autor
- Olsen, Brian (* 1983), US-amerikanischer Biathlet
- Olsen, Carl (* 1906), grönländischer Schmied, Richter und Landesrat
- Olsen, Carl Christian (* 1943), grönländischer Sprachwissenschaftler, Hochschullehrer und Menschenrechtler
- Olsen, Christopher (* 1946), US-amerikanischer Schauspieler
- Olsen, Claudia (1896–1980), norwegische Politikerin
- Olsen, Conrad (1891–1970), norwegischer Ruderer
- Olsen, Dagfinn Henrik (* 1966), norwegischer Politiker
- Olsen, Dale (* 1941), US-amerikanischer Flötist, Musikwissenschaftler und -pädagoge
- Olsen, Dan (* 1961), kanadischer Eishockeyspieler und -trainer
- Olsen, David (1870–1944), grönländischer Kaufmann und Landesrat
- Olsen, Dawn, hongkong-chinesische Squashspielerin
- Olsen, Dennis (* 1996), norwegischer Automobilrennfahrer
- Olsen, Ditte Ylva (* 1977), dänische Schauspielerin
- Olsen, Dorothy (1916–2019), US-amerikanische Pilotin
- Olsen, Dylan (* 1991), US-amerikanisch-kanadischer Eishockeyspieler
- Olsen, Egil (* 1942), norwegischer Fußballtrainer
- Olsen, Einar (1893–1949), dänischer Turner
- Olsen, Eirik Kurland (* 1987), norwegischer Skilangläufer
- Olsen, Elizabeth (* 1989), US-amerikanische SchauspielerinElizabeth Olsen (* 1989)
- Olsen, Eric Christian (* 1977), US-amerikanischer Schauspieler
- Olsen, Erling (1927–2011), dänischer Ökonom, Hochschullehrer und Politiker (Socialdemokraterne), Minister und Präsident des Folketing
- Olsen, Erwin (* 1907), deutscher Landrat
- Olsen, Espen (* 1979), norwegischer Fußballspieler
- Olsen, Ferry (1925–1994), deutscher Opernsänger, Komponist und Regisseur
- Olsen, Frederik (1882–1969), grönländischer Landesrat
- Olsen, Frederik-Valdemar (1877–1962), dänisch-belgischer General
- Olsen, Fríðrún (* 1991), färöische Fußballspielerin
- Olsen, Frithjof (1883–1922), norwegischer Turner
- Olsen, Georg (* 1974), grönländischer Künstler, Musiker, Schriftsteller und Politiker
- Olsen, George (1893–1971), US-amerikanischer Jazz-Schlagzeuger und Bigband-Leader
- Olsen, Greg (* 1985), US-amerikanischer American-Football-Spieler
- Olsen, Gregory (* 1945), US-amerikanischer Raumfahrer und Unternehmer
- Olsen, Gustav (1878–1950), grönländischer Pastor, Missionar und Schriftsteller
- Olsen, Halvard (1886–1966), norwegischer Gewerkschaftsführer und Politiker
- Olsen, Hans (1919–1992), dänischer Möbeldesigner
- Olsen, Hans Pauli (* 1957), färöischer, auch in Dänemark wirkender Bildhauer
- Olsen, Hendrik (1901–1967), grönländischer Landesrat, Kaufmann, Dolmetscher, Journalist und Übersetzer
- Olsen, Ib (1929–2009), dänischer Ruderer
- Olsen, Ib Mohr (* 1965), färöischer Fußballspieler
- Olsen, Ingalill (* 1955), norwegische Politikerin
- Olsen, Ingolf S. (* 1963), färöischer Journalist und Politiker (Tjóðveldisflokkurin), Mitglied des Løgting
- Olsen, Inuuteq Holm (* 1969), grönländischer Diplomat und Beamter
- Olsen, Ivar (* 1960), norwegischer Nordischer Kombinierer
- Olsen, Jakob (1890–1936), grönländischer Katechet, Dolmetscher und Expeditionsteilnehmer
- Olsen, Jan Erik (* 1943), norwegischer Radrennfahrer
- Olsen, Jan Henry (1956–2018), norwegischer Politiker
- Olsen, Jens (1894–1966), grönländischer Pastor und Landesrat
- Olsen, Jens Fønsskov (* 1975), dänischer Fußballtrainer
- Olsen, Jesper (* 1961), dänischer Fußballspieler
- Olsen, Joachim (* 1977), dänischer Kugelstoßer
- Olsen, Jógvan Martin (* 1961), färöischer Fußballspieler und -trainer
- Olsen, Johan (* 1969), dänischer Sänger und BiologeJohan Olsen (* 1969)

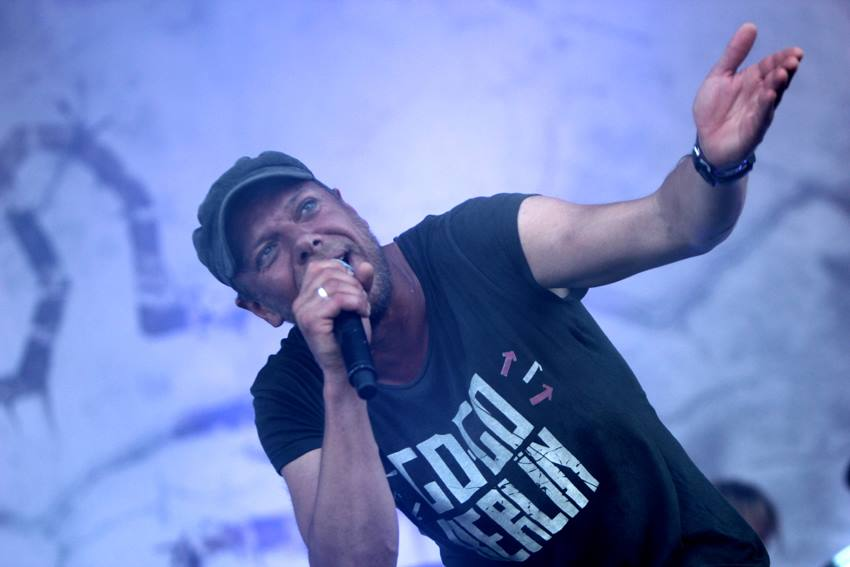
Johan Olsen (* 1969)

- Olsen, Johan Lund (* 1958), grönländischer Politiker (Inuit Ataqatigiit)
- Olsen, Johan P. (* 1939), norwegischer Politikwissenschaftler
- Olsen, John (1928–2023), australischer Maler
- Olsen, John (* 1945), australischer Wirtschaftsmanager, Diplomat und Politiker (Liberal Party), Bundessenator und Premierminister von South Australia
- Olsen, Jon (* 1969), amerikanischer Schwimmer
- Olsen, Jon Flemming (* 1964), deutscher Musiker, Grafikdesigner, Autor, Schauspieler und FernsehmoderatorJon Flemming Olsen (* 1964)

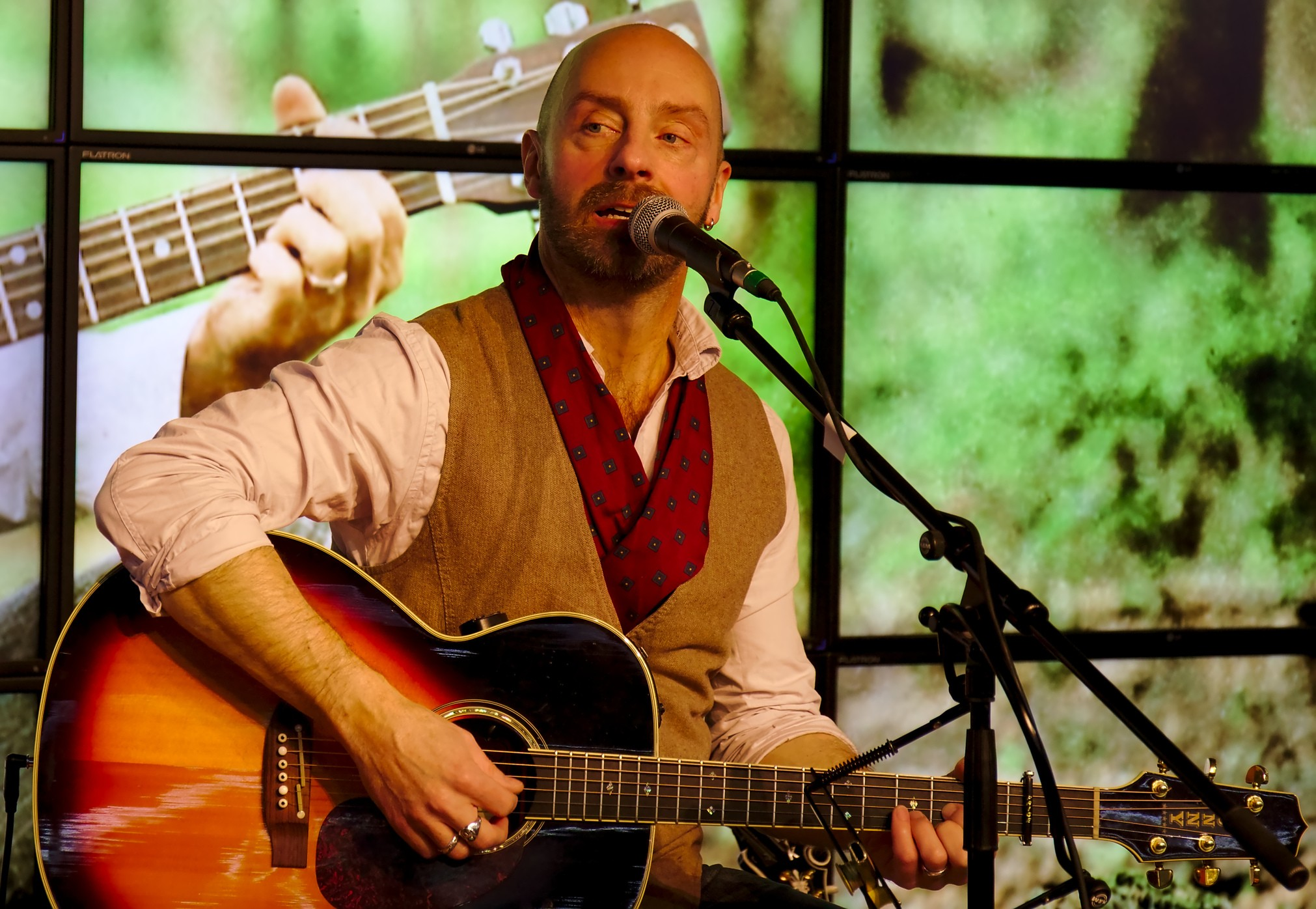
Jon Flemming Olsen (* 1964)

- Olsen, Jørgen (* 1950), dänischer Musiker
- Olsen, Jørgen C. F. (1916–1985), grönländischer Politiker
- Olsen, Jørgen Lykke (1923–2006), dänisch-schweizerischer Physiker und Hochschullehrer
- Olsen, Julius (1887–1972), grönländischer Katechet, Missionar und Übersetzer
- Olsen, Justin (* 1987), US-amerikanischer Bobsportler
- Olsen, Kaj Allan (* 1927), dänischer Radrennfahrer
- Olsen, Karl Heinrich (1908–1996), deutscher Agrarwissenschaftler und Hochschullehrer
- Olsen, Katrin (* 1978), färöische Ruderin
- Olsen, Ken (1926–2011), US-amerikanischer Ingenieur und Gründer von DEC
- Olsen, Kenneth, US-amerikanischer Cellist
- Olsen, Kim (* 1979), dänischer Fußballspieler
- Olsen, Klæmint (* 1990), färöischer Fußballspieler
- Olsen, Knud (* 1911), grönländischer Landesrat
- Olsen, Knut M. (* 1954), norwegischer Politiker (Senterpartiet)
- Olsen, Kristian (1942–2015), grönländischer Schriftsteller, Dichter, Maler, Übersetzer und Lehrer
- Olsen, Kristoffer (1883–1948), norwegischer Segler
- Olsen, Lars (* 1961), dänischer Fußballspieler und -trainer
- Olsen, Lars Otto (* 1965), dänischer Radrennfahrer
- Olsen, Lars-Henrik (* 1946), dänischer Schriftsteller und Zoologe
- Olsen, Lise Lennert (1959–2019), grönländische Beamtin und Lehrerin
- Olsen, Lise Risom (* 1979), norwegische Schauspielerin
- Olsen, Lotte (* 1966), dänische Badmintonspielerin
- Olsen, Madison (* 1995), US-amerikanische Freestyle-Skisportlerin
- Olsen, Marianne Elstad (* 1967), norwegische Sängerin
- Olsen, Marius (1880–1948), grönländischer Landesrat
- Olsen, Marius (1946–2022), grönländischer Politiker (Siumut)
- Olsen, Markus E. (* 1966), grönländischer Pastor und Politiker
- Olsen, Martha Lund (* 1961), grönländische Politikerin (Siumut) und Beamte
- Olsen, Mary-Kate (* 1986), US-amerikanische Schauspielerin
- Olsen, Mats Rosseli (* 1991), norwegischer Eishockeyspieler
- Olsen, Matthew G. (* 1962), amerikanischer Rechtsanwalt und Direktor des National Counterterrorism Center
- Olsen, Merlin (1940–2010), US-amerikanischer American-Football-Spieler und SchauspielerMerlin Olsen (1940–2010)
- Olsen, Mila (* 1972), deutsche Autorin

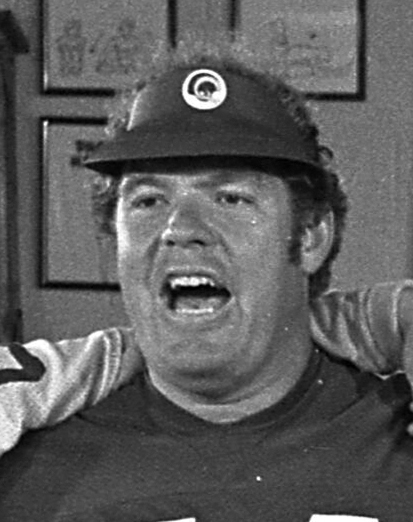
Merlin Olsen (1940–2010)

- Olsen, Moroni (1889–1954), US-amerikanischer Schauspieler
- Olsen, Morten (* 1949), dänischer Fußballspieler und -trainer
- Olsen, Morten (* 1984), dänischer Handballspieler
- Olsen, Morten Harry (* 1960), norwegischer Autor
- Olsen, Moses (1938–2008), grönländischer Politiker (Siumut) und Dichter
- Olsen, Niels (* 1960), dänischer Schauspieler
- Olsen, Niels (* 1988), ecuadorianischer Tourismusminister
- Olsen, Nikku (* 1974), grönländischer Politiker
- Olsen, Nivi (* 1985), grönländische Politikerin (Demokraatit)
- Olsen, Noller (* 1954), dänischer Musiker
- Olsen, Ôdâĸ (1928–1992), grönländischer Gewerkschafter und Landesrat
- Olsen, Olaf (* 1935), färöischer Politiker der konservativen Partei Fólkaflokkurin sowie ehemaliger Minister in der Landesregierung der Färöer
- Olsen, Ole (1850–1927), norwegischer KomponistOle Olsen (1850–1927)

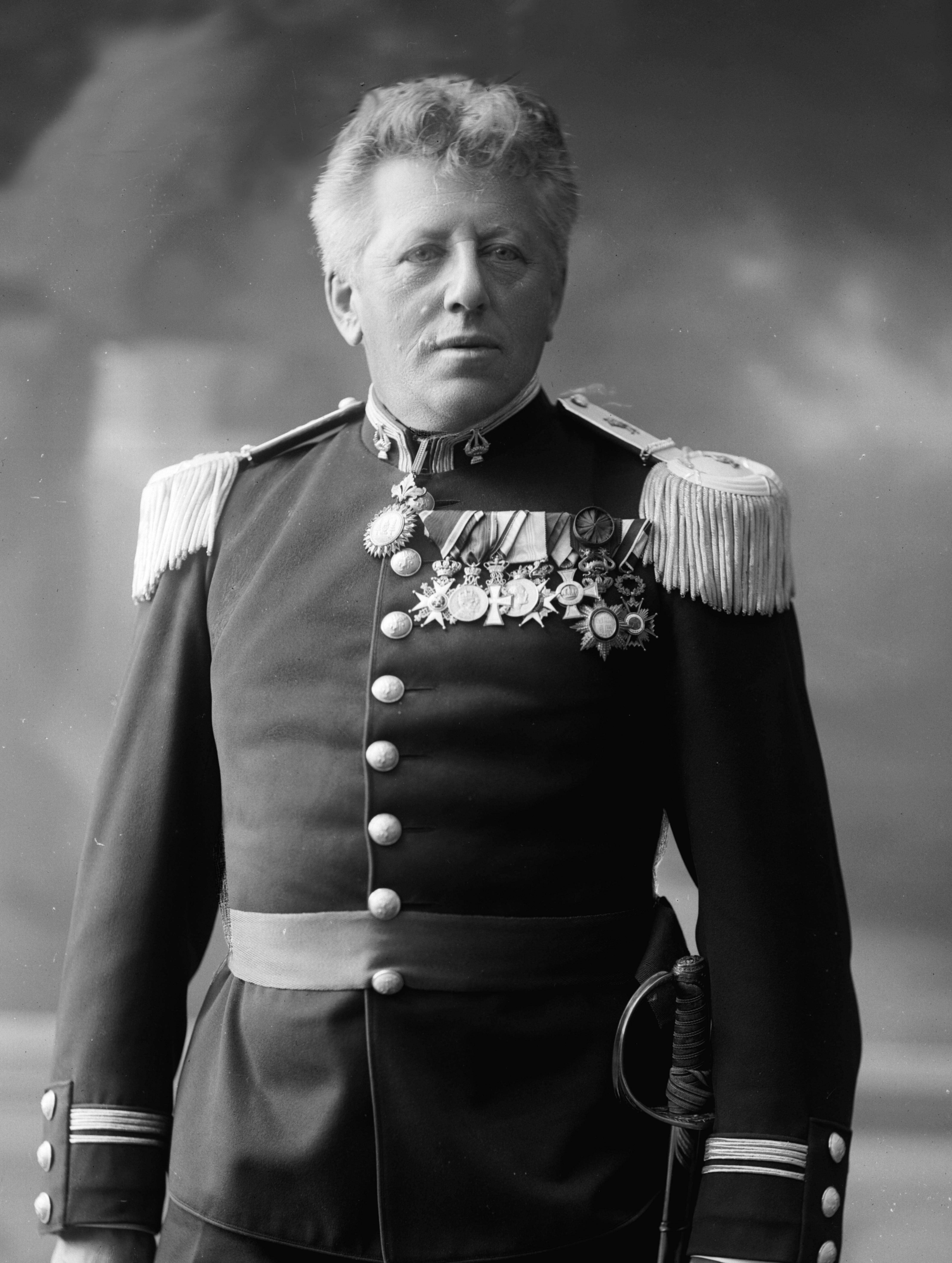
Ole Olsen (1850–1927)

- Olsen, Ole (1863–1943), dänischer Filmproduzent
- Olsen, Ole (1869–1944), dänischer Sportschütze
- Olsen, Ole (1892–1963), US-amerikanischer Komiker, Schauspieler und Autor
- Olsen, Ole (* 1946), dänischer Bahnsportler
- Olsen, Ole Tobias (1830–1924), norwegischer Lehrer, Fotograf, Liederdichter, Sammler von Folklore und Volksliedern, Organist, Bürgermeister und Ingenieur
- Olsen, Oluf (* 1957), dänischer Curler
- Olsen, Oskar (1897–1956), norwegischer Eisschnellläufer
- Olsen, Otto (1884–1953), norwegischer Sportschütze
- Olsen, Ove Rosing (* 1950), grönländischer Politiker (Siumut) und Arzt
- Olsen, Paneeraq (* 1958), grönländische Politikerin (Naleraq) und Beamte
- Olsen, Paninnguaq (* 1966), grönländische Politikerin
- Olsen, Paul E. (* 1953), US-amerikanischer Paläontologe und Geologe
- Olsen, Peder, dänischer Widerstandskämpfer
- Olsen, Penny (* 1949), australische Ornithologin und Sachbuchautorin
- Olsen, Per (1932–2013), norwegischer Skilangläufer
- Olsen, Per Arne (1961–2022), norwegischer Politiker der Fremskrittspartiet (FrP)
- Olsen, Peter (1892–1930), grönländischer Dichter, Komponist und Katechet
- Olsen, Peter (* 1961), grönländischer Politiker (Inuit Ataqatigiit) und Lehrer
- Olsen, Petter (* 1948), norwegischer Unternehmer und Kunstsammler
- Olsen, Phil (1957–2020), kanadischer Speerwerfer
- Olsen, Pipaluk (* 1992), grönländische Politikerin (Demokraatit)
- Olsen, Qupanuk (* 1985), grönländische Influencerin und Politikerin (Naleraq)
- Olsen, Rasmus (* 1980), dänischer Eishockeyspieler
- Olsen, Regine (1822–1904), Liebe von Sören KierkegaardRegine Olsen (1822–1904)

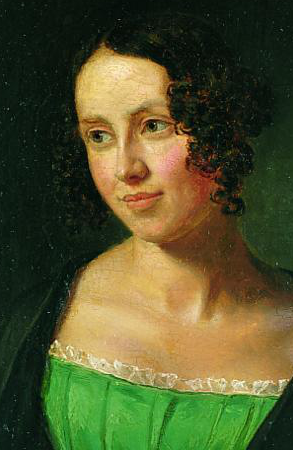
Regine Olsen (1822–1904)

- Olsen, Reno (* 1947), dänischer Radrennfahrer
- Olsen, Richard (1911–1956), dänischer Ruderer
- Olsen, Rikke (* 1975), dänische Badmintonspielerin
- Olsen, Robin (* 1990), dänisch-schwedischer Fußballtorhüter
- Olsen, Rolf (1919–1998), österreichischer Schauspieler, Filmregisseur und Drehbuchautor
- Olsen, Roque (1925–1992), argentinischer Fußballspieler und -trainer
- Olsen, Roy Helge (* 1965), norwegischer Fußballschiedsrichter
- Olsen, Seth (1882–1921), grönländischer Landesrat
- Olsen, Signe Egholm (* 1980), dänische Schauspielerin
- Olsen, Simon (1879–1936), grönländischer Katechet und Landesrat
- Olsen, Simon (1938–2013), grönländischer Politiker (Siumut)
- Olsen, Steen (1886–1960), dänischer Turner
- Olsen, Steffen (* 1983), dänischer Sportschütze
- Olsen, Súni (* 1981), färöischer Fußballspieler
- Olsen, Susan (* 1961), US-amerikanische SchauspielerinSusan Olsen (* 1961)

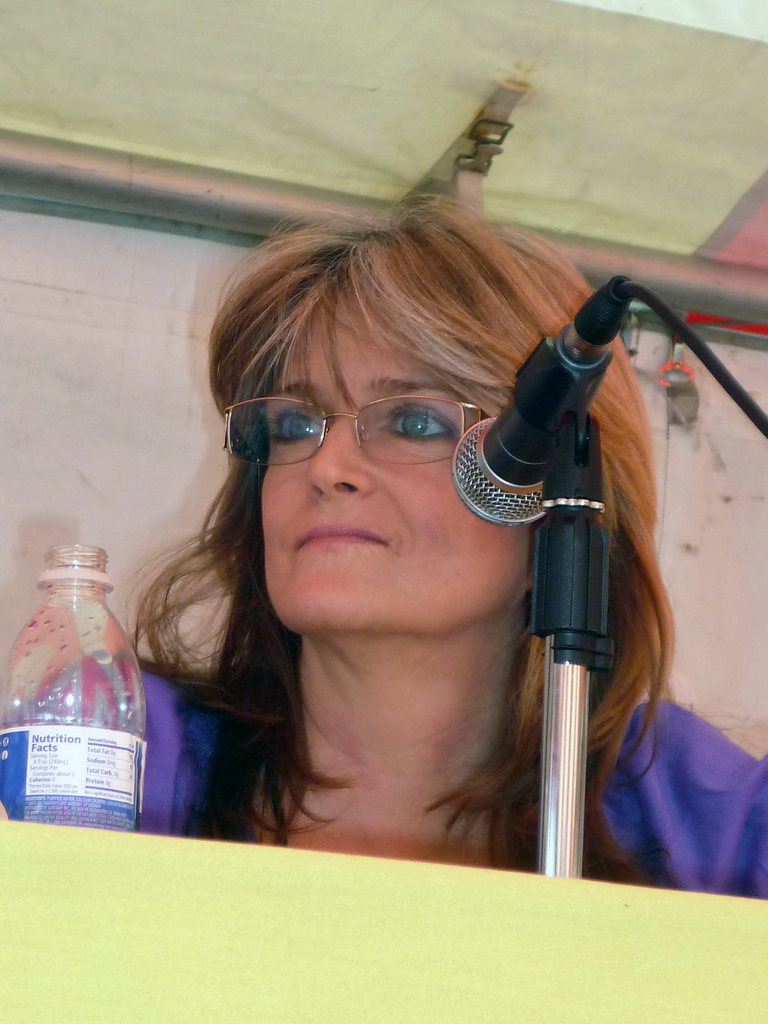
Susan Olsen (* 1961)

- Olsen, Susan (* 1964), dänische Schauspielerin
- Olsen, Svend (1908–1980), dänischer Gewichtheber
- Olsen, Terje (* 1970), norwegischer Fußballspieler
- Olsen, Thor André (* 1964), norwegischer Fußballspieler
- Olsen, Tillie (1912–2007), US-amerikanische Schriftstellerin
- Olsen, Tore (* 1970), norwegischer Skilangläufer
- Olsen, Trygve (1921–1979), norwegischer Politiker
- Olsen, Ulf (* 1937), grönländischer Gewerkschafter
- Olsen, Ulrik (1885–1963), norwegischer Politiker
- Olsen, Una (* 1982), färöische Fußballspielerin
- Olsen, Willy (* 1950), norwegischer Eisschnellläufer
- Olsen, Zoe-Ann (1931–2017), US-amerikanische Wasserspringerin
- Olsen-Berg, Gustav (1862–1896), norwegischer Politiker und Typograph
- Olševski, Česlav (* 1961), litauischer Politiker polnischer Herkunft

### Olsh
- Olshan, Jitzchak (1895–1983), israelischer Richter, Präsident des Obersten Gerichts Israels
- Olshan, Joseph (* 1958), US-amerikanischer Schriftsteller
- Olshan, Ruth (* 1970), deutsche Filmregisseurin, Drehbuchautorin und Schriftstellerin
- Olshansky, Igor (* 1982), US-amerikanischer American-Football-Spieler
- Olshausen, Detlev (1766–1823), deutscher evangelischer Theologe
- Olshausen, Eberhard von (1937–2021), deutscher Rechtswissenschaftler
- Olshausen, Eckart (* 1938), deutscher Althistoriker
- Olshausen, Franz (1872–1962), deutscher Diplomat
- Olshausen, Hermann (1796–1839), deutscher evangelischer Theologe und Hochschullehrer
- Olshausen, Justus (1800–1882), deutscher Orientalist und Hochschullehrer
- Olshausen, Justus von (1844–1924), Oberreichsanwalt und Senatspräsident am Reichsgericht
- Olshausen, Klaus (* 1945), deutscher Militär, Generalleutnant der Bundeswehr
- Olshausen, Otto (1840–1922), Chemiker und Privatgelehrter
- Olshausen, Robert von (1835–1915), deutscher Gynäkologe
- Olshausen, Theodor (1802–1869), deutsch-US-amerikanischer Verleger und Staatsmann
- Olshausen, Ulrich (1933–2024), deutscher Jazzjournalist und Musikproduzent
- Olshausen, Wilhelm (1798–1835), deutscher Pädagoge, Autor und Schulleiter
- Olshausen-Schönberger, Käthe (1881–1968), Autorin und Illustratorin

### Olsi
- Olsina, Diego (* 1978), argentinischer Fußballspieler
- Ölsinger, Hilde (1898–1981), österreichische Gerechte unter den Völkern

### Olso
- Olsommer, Lor (1912–1999), Schweizer Künstlerin
- Olson (* 1987), deutscher Rapper, Sänger und Songwriter
- Olson, Alec G. (* 1930), US-amerikanischer Politiker
- Olson, Allen I. (* 1938), US-amerikanischer Politiker
- Olson, Bill (1930–2021), US-amerikanischer Skispringer
- Olson, Bree (* 1986), US-amerikanische Pornodarstellerin und Penthouse PetBree Olson (* 1986)

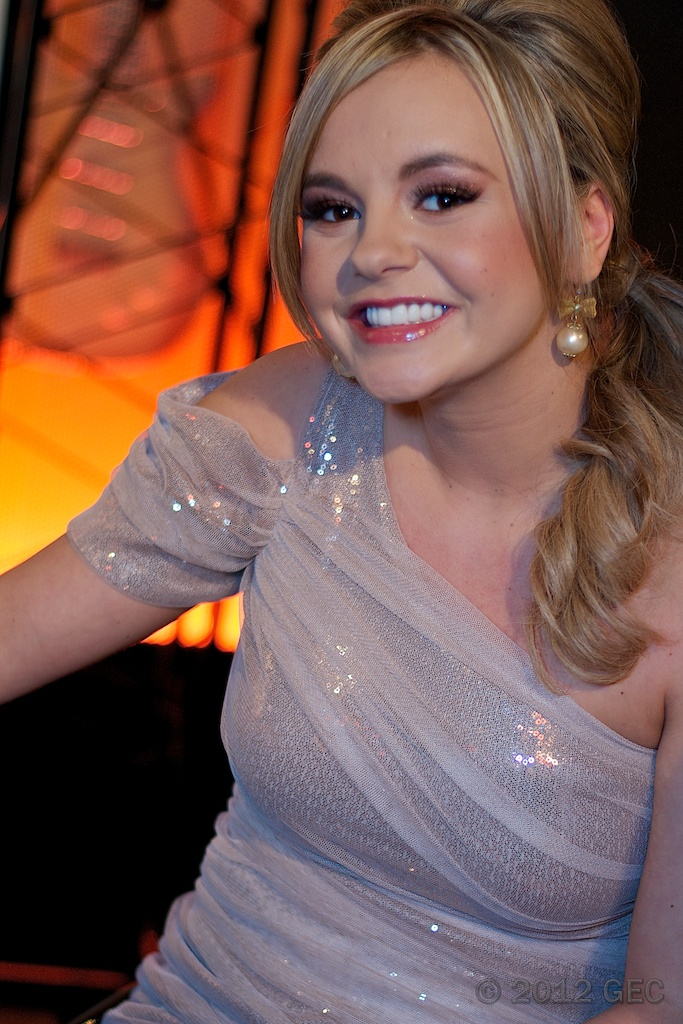
Bree Olson (* 1986)

- Olson, Brett (* 1987), US-amerikanischer Eishockeyspieler und -trainer
- Olson, Brian (* 1973), US-amerikanischer Judoka
- Olson, Bud (1925–2002), kanadischer Politiker
- Olson, Carl (1928–2002), US-amerikanischer Boxer Mittelgewicht
- Olson, Carl Waldemar (1864–1940), schwedischer Maler
- Olson, Charles (1910–1970), US-amerikanischer Dichter
- Olson, Chris (* 1964), US-amerikanischer Eishockeyspieler
- Olson, Clifford Robert (1940–2011), kanadischer Serienmörder
- Olson, Culbert (1876–1962), 29. Gouverneur von Kalifornien
- Olson, Dale (1934–2012), amerikanischer Homosexuellenaktivist, Reporter und Presseagent
- Olson, Eivor (1922–2016), schwedische Kugelstoßerin und Speerwerferin
- Olson, Eric (* 1974), US-amerikanischer Schriftgestalter und Typograf
- Olson, Eric N. (* 1955), US-amerikanischer Biochemiker und Molekularbiologe am University of Texas Southwestern Medical Center at Dallas
- Olson, Eric T. (* 1952), US-amerikanischer Admiral, Kommandeur des US Special Operations Command
- Olson, Erik (1901–1986), schwedischer Maler
- Olson, Evan (* 1997), US-amerikanischer Ruderer
- Olson, Everett C. (1910–1993), US-amerikanischer Wirbeltier-Paläontologe
- Olson, Floyd B. (1891–1936), US-amerikanischer Politiker
- Olson, Frank (1910–1953), US-amerikanischer Wissenschaftler und CIA-Mitarbeiter
- Olson, Gustaf (1883–1966), schwedischer Turner
- Olson, Harry Ferdinand (1901–1982), US-amerikanischer Erfinder
- Olson, Heather Lauren (* 1982), US-amerikanische Schauspielerin
- Olson, Hermann (1893–1958), deutscher Politiker (SPD, SWF, SSW), MdL
- Olson, Jack B. (1920–2003), US-amerikanischer Politiker
- Olson, James (1930–2022), US-amerikanischer Schauspieler
- Olson, James Stuart (* 1946), US-amerikanischer Historiker
- Olson, Jeff (* 1966), US-amerikanischer Skirennläufer
- Olson, Jenni (* 1962), US-amerikanische Filmregisseurin, LGBTIQ-Filmhistorikerin, Kuratorin, Produzentin
- Olson, Josh, US-amerikanischer Drehbuchautor, Filmregisseur und Filmproduzent
- Olson, Kaitlin (* 1975), US-amerikanische SchauspielerinKaitlin Olson (* 1975)

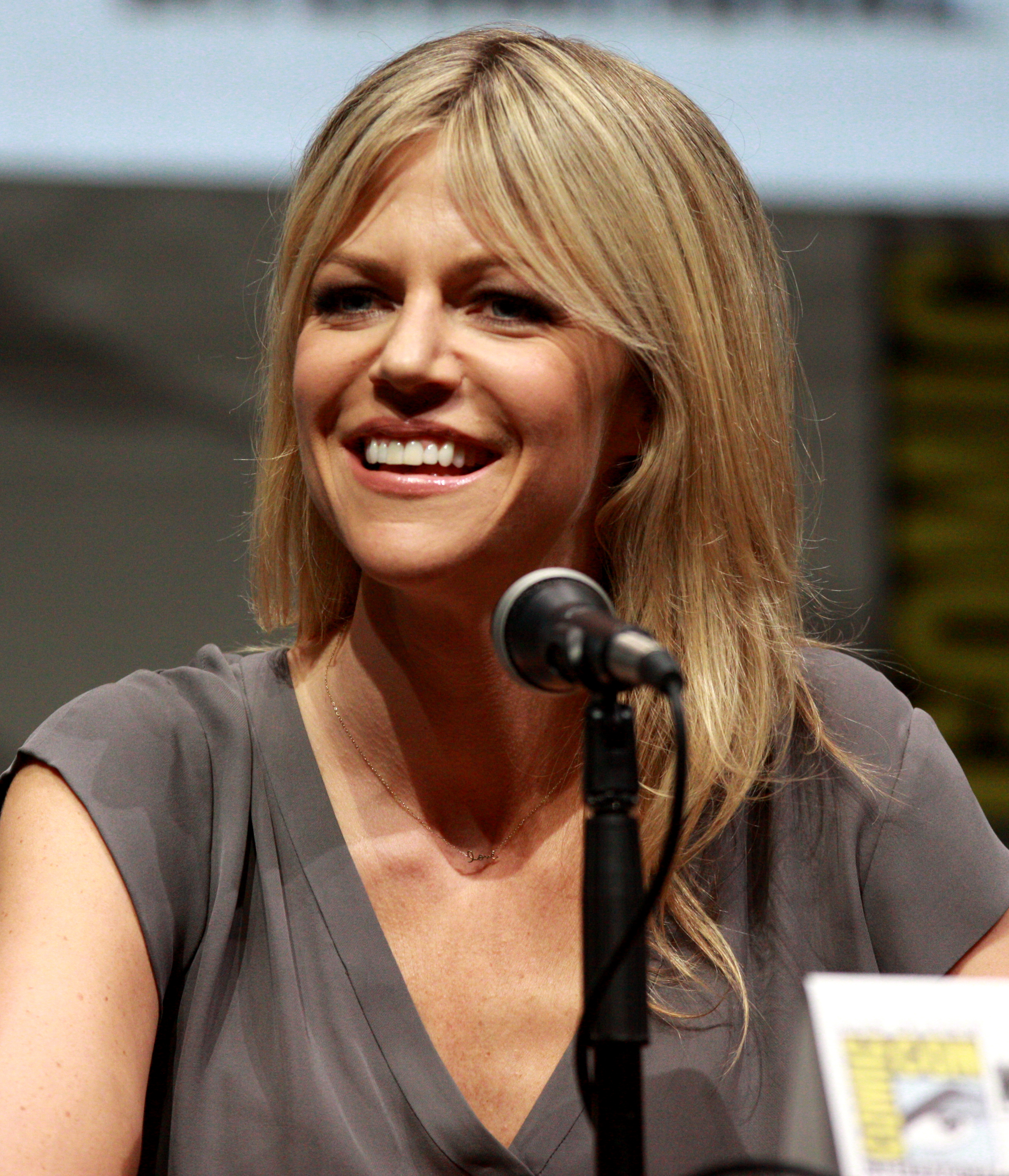
Kaitlin Olson (* 1975)

- Olson, Levi (* 1998), kanadischer Volleyballspieler
- Olson, Lute (1934–2020), US-amerikanischer Basketballtrainer
- Olson, Mancur (1932–1998), US-amerikanischer Wirtschaftswissenschaftler
- Olson, Mark (* 1961), US-amerikanischer Sänger und Songschreiber
- Olson, Martin, US-amerikanischer Drehbuchautor
- Olson, Matt (* 1994), US-amerikanischer Baseballspieler
- Olson, Maynard V. (* 1943), US-amerikanischer Genetiker
- Olson, Michael (* 1966), US-amerikanischer Geistlicher, römisch-katholischer Bischof von Fort Worth
- Olson, Nancy (* 1928), US-amerikanische Schauspielerin
- Olson, Nancy (* 1957), US-amerikanische Rollstuhltennisspielerin
- Olson, Ole (1872–1954), US-amerikanischer Politiker
- Olson, Olivia (* 1992), US-amerikanische Schauspielerin und SängerinOlivia Olson (* 1992)

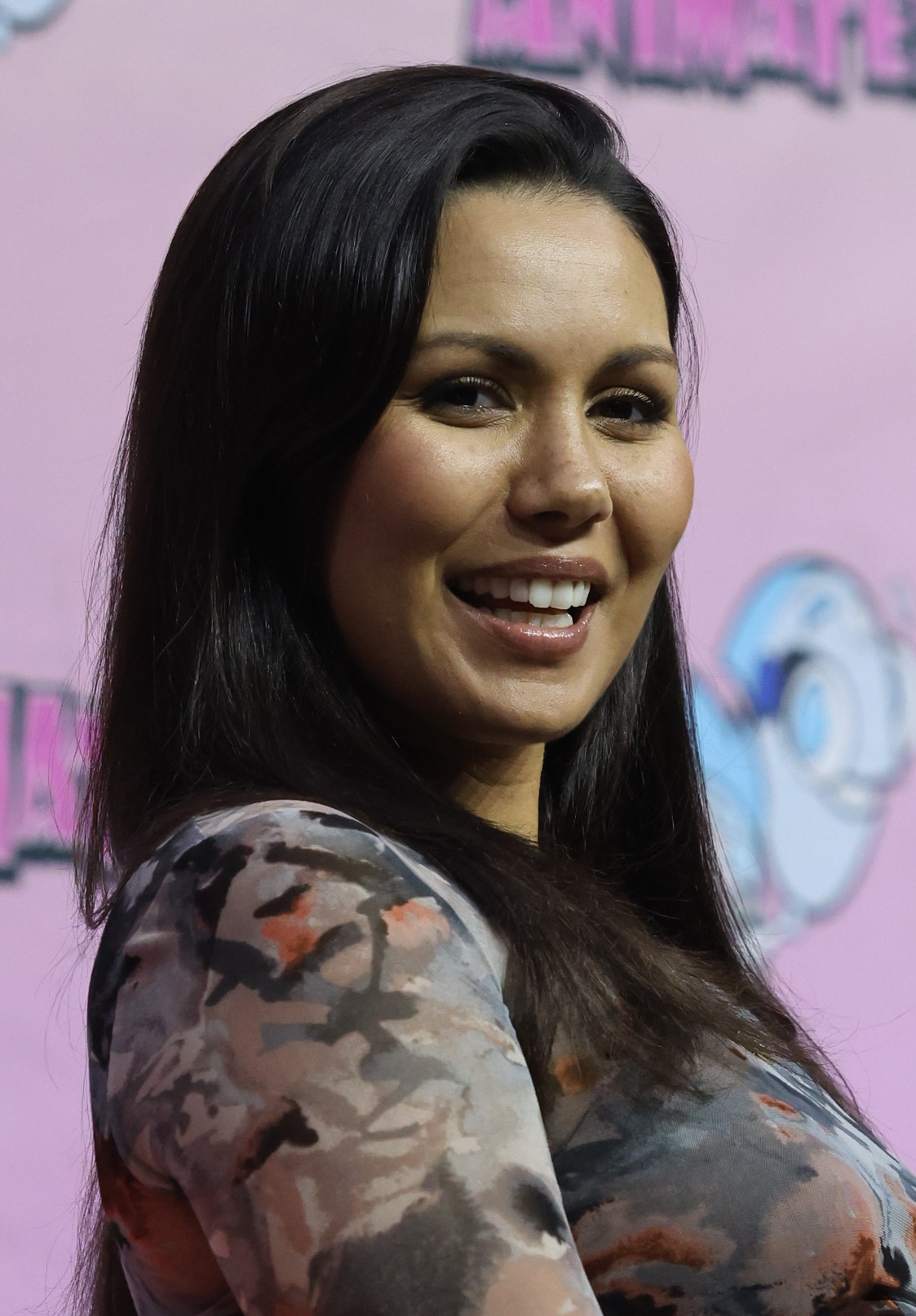
Olivia Olson (* 1992)

- Olson, Oscar (1878–1963), US-amerikanischer Gewichtheber und Tauzieher
- Olson, Pete (* 1962), US-amerikanischer Politiker (Republikanische Partei)
- Olson, Roy E. (* 1931), US-amerikanischer Geotechniker
- Olson, Russell (1924–2010), US-amerikanischer Politiker
- Olson, Storrs L. (1944–2021), US-amerikanischer Paläontologe und Ornithologe
- Olson, Sven-Olof (1926–2021), schwedischer Generalleutnant
- Olson, Theodore (1940–2024), US-amerikanischer Jurist und ehemaliger United States Solicitor General
- Olson, Weldon (1932–2023), US-amerikanischer Eishockeyspieler
- Olson, William C (1920–2012), US-amerikanischer Politikwissenschaftler und Hochschullehrer
- Olson-Boseman, Julia, US-amerikanische Politikerin
- Olsowski, Mike (* 1973), deutscher Schauspieler und Hörspielsprecher

### Olss
- Olssen, Erik (* 1941), neuseeländischer Historiker
- Olssen, Gyda Ellefsplass (* 1978), norwegische Brigadierin und Sportschützin
- Olssen, Jabez (* 1975), neuseeländischer Filmeditor
- Olsson Smeby, Helena (* 1983), schwedisch-norwegische Skispringerin
- Olsson, Albert (1896–1977), schwedischer Fußballspieler und -funktionär
- Olsson, Anders (* 1949), schwedischer Hochschullehrer, Professor der Literaturwissenschaft an der Universität Stockholm, Literaturkritiker und Schriftsteller
- Olsson, Anders (* 1975), schwedischer Eishockeytrainer
- Olsson, Anders (* 1981), schwedischer Schachspieler
- Olsson, Anna (* 1964), schwedische Kanutin
- Olsson, Anna (* 1976), schwedische Skilangläuferin
- Olsson, Anneli (* 1967), schwedische Fußballspielerin
- Olsson, Arthur (1926–2013), schwedischer Skilangläufer
- Olsson, Axel (* 1947), deutscher Schauspieler
- Olsson, Berit (1929–2015), schwedische Badmintonspielerin
- Olsson, Christer (* 1970), schwedischer Eishockeyspieler und -trainer
- Olsson, Christian (* 1980), schwedischer Leichtathlet
- Olsson, Ejnar (1886–1983), schwedischer Skispringer und Nordischer Kombinierer
- Olsson, Emma (* 1997), schwedische Handballspielerin
- Olsson, Eva (* 1924), ungarische Holocaust-Überlebende und -Zeugin
- Olsson, Eva (* 1951), schwedische Skilangläuferin
- Olsson, Fine, nauruischer Leichtathlet
- Olsson, Glenn (* 1976), schwedischer Biathlet und Skilangläufer
- Olsson, Gunnar (1908–1974), schwedischer Fußballspieler
- Olsson, Gunnar (* 1960), schwedischer Kanute
- Olsson, Hagar (1893–1978), finnlandschwedische Literaturkritikerin, Übersetzerin und Schriftstellerin
- Olsson, Hampus (* 1994), schwedischer Handballspieler
- Olsson, Hans (* 1984), schwedischer Skirennläufer
- Olsson, Henrik (* 1994), schwedischer Handballspieler
- Olsson, Holmfrid (1943–2009), schwedischer Biathlet
- Olsson, Ing-Marie (* 1966), schwedische Fußballspielerin und -trainerin
- Olsson, Ingela (* 1958), schwedische Schauspielerin
- Olsson, Ingvar (1923–1982), schwedischer Handball- und Fußballspieler
- Olsson, Jan (* 1942), schwedischer Fußballspieler
- Olsson, Jan (1944–2023), schwedischer Fußballspieler
- Olsson, Jenny (1979–2012), schwedische Skilangläuferin
- Olsson, Jens (* 1964), schwedischer Badmintonspieler
- Olsson, Jesper (* 1969), schwedischer Badmintonspieler
- Olsson, Johan (* 1980), schwedischer Skilangläufer
- Olsson, Jon (* 1982), schwedischer SkiläuferJon Olsson (* 1982)

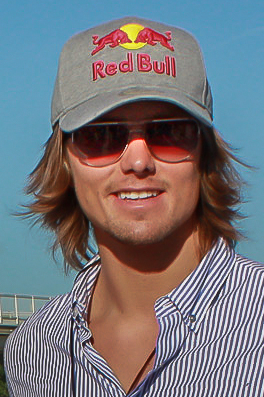
Jon Olsson (* 1982)

- Olsson, Jonas (* 1970), schwedischer Fußballspieler und -trainer
- Olsson, Jonas (* 1983), schwedischer Fußballspieler
- Olsson, Jörgen (* 1976), schwedischer Badmintonspieler
- Olsson, Josefin (* 1989), schwedische Seglerin
- Olsson, Julius (1864–1942), schwedisch-britischer Marinemaler
- Olsson, Karolina (1861–1950), schwedische Schläferin
- Olsson, Kent (* 1958), schwedischer Orientierungsläufer
- Olsson, Kristoffer (* 1995), schwedischer Fußballspieler
- Olsson, Lars (* 1932), schwedischer Skilangläufer
- Olsson, Lars (* 1944), schwedischer Skirennläufer
- Olsson, Lars-Christer (* 1950), schwedischer Fußballfunktionär
- Olsson, Lennart (* 1961), schwedischer Zoologe
- Olsson, Linnea (* 1983), schwedische Sängerin und Songschreiberin
- Olsson, Marcus (* 1972), schwedischer Film- und Theaterregisseur, Filmproduzent und Drehbuchautor
- Olsson, Marcus (* 1988), schwedischer Fußballspieler
- Olsson, Markus (* 1990), schwedischer Handballspieler
- Olsson, Martin (* 1988), schwedischer Fußballspieler
- Olsson, Mats (* 1960), schwedischer Handballspieler und heutiger Handballtrainer
- Olsson, Matts (* 1988), schwedischer Skirennläufer
- Olsson, Michael (* 1986), schwedischer Radrennfahrer
- Olsson, Nigel (* 1949), englischer Rockmusiker, Schlagzeuger in der Band von Elton JohnNigel Olsson (* 1949)

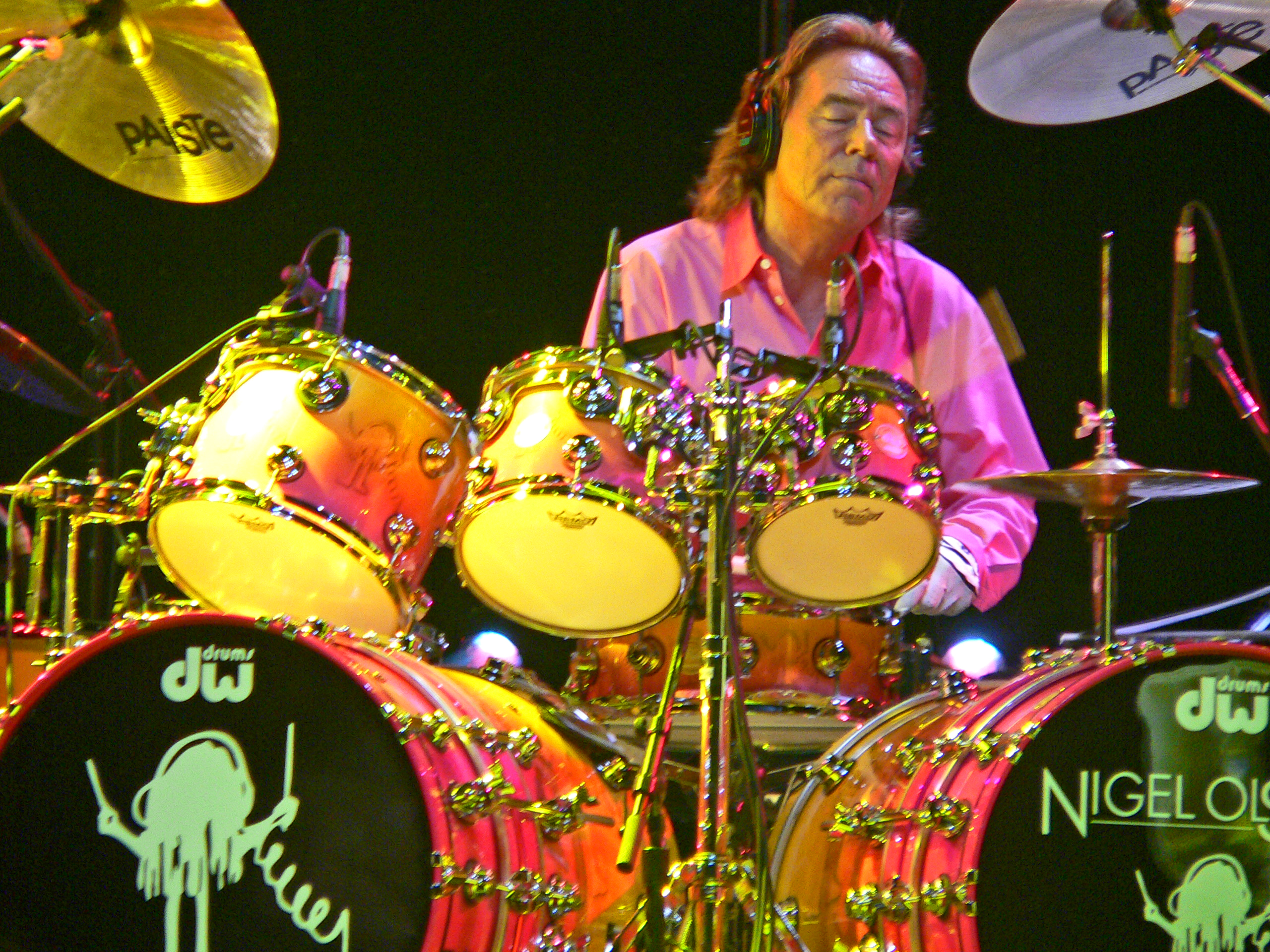
Nigel Olsson (* 1949)

- Olsson, Niklas (* 1968), schwedischer Handballspieler
- Olsson, Ninne (* 1945), schwedische Dramatikerin, Regisseurin und Theaterleiterin
- Olsson, Olavus (* 1939), schwedischer Fußballspieler, -trainer und -funktionär
- Olsson, Olle (1948–2024), schwedischer Handballspieler und -trainer
- Olsson, Oluf (1873–1947), dänischer Turner
- Olsson, Otto (1879–1964), schwedischer Organist und Komponist
- Olsson, Per (* 1963), schwedischer Fußballspieler und -trainer
- Olsson, Per-Olof (1918–1982), schwedischer Schwimmer
- Olsson, Petter (1830–1911), schwedischer Unternehmer, Reichstagsmitglied und Konsul
- Olsson, Robert (1883–1954), schwedischer Hammerwerfer
- Olsson, Ronny (* 1961), schwedischer Mittelstreckenläufer
- Olsson, Sean (* 1967), britischer Bobfahrer
- Olsson, Sören (* 1964), schwedischer Kinder- und Jugendbuchautor
- Olsson, Staffan (* 1964), schwedischer Handballspieler und -trainerStaffan Olsson (* 1964)

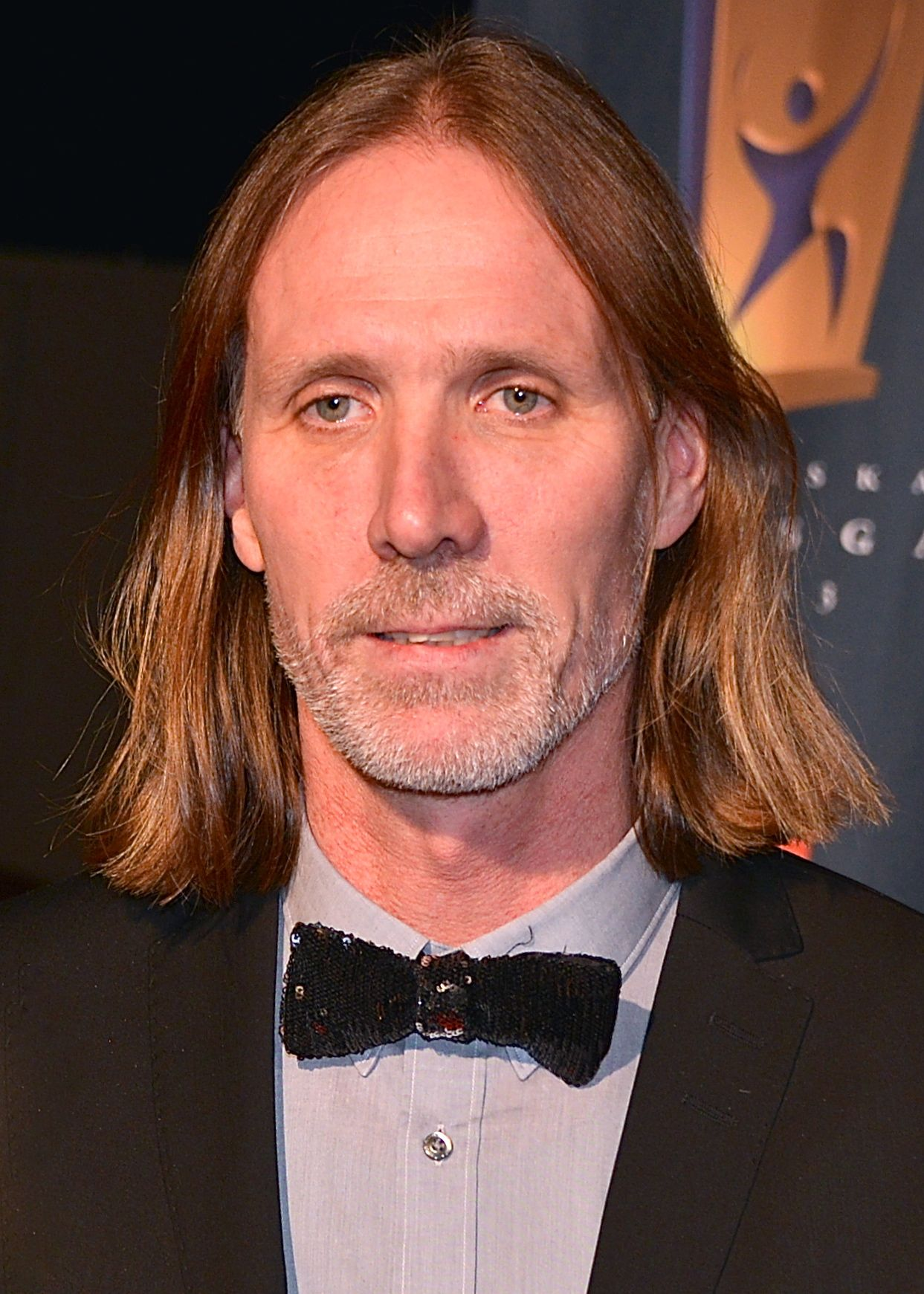
Staffan Olsson (* 1964)

- Olsson, Stefan (* 1987), schwedischer Rollstuhltennisspieler
- Olsson, Sven (1889–1919), schwedischer Fußballspieler
- Olsson, Sven Olaf, schwedischer Poolbillardspieler
- Olsson, Thomas (* 1976), schwedischer Fußballspieler
- Olsson, Thorild (1886–1934), schwedischer Mittel- und Langstreckenläufer
- Olsson, Torbjörn (1916–1998), schwedischer Architekt
- Olsson, Ty (* 1974), kanadischer Schauspieler
- Olsson, William (* 1977), schwedischer Filmemacher

### Olst
- Olst, Anne van (* 1962), dänische Dressurreiterin
- Olst, Gerrit van (1734–1807), Groninger Kaufmann
- Olstad, Frithjof (1890–1956), norwegischer Ruderer
- Olstad, Oscar (1887–1977), norwegischer Turner
- Olstead, Renee (* 1989), US-amerikanische Schauspielerin und Sängerin norwegischer HerkunftRenee Olstead (* 1989)

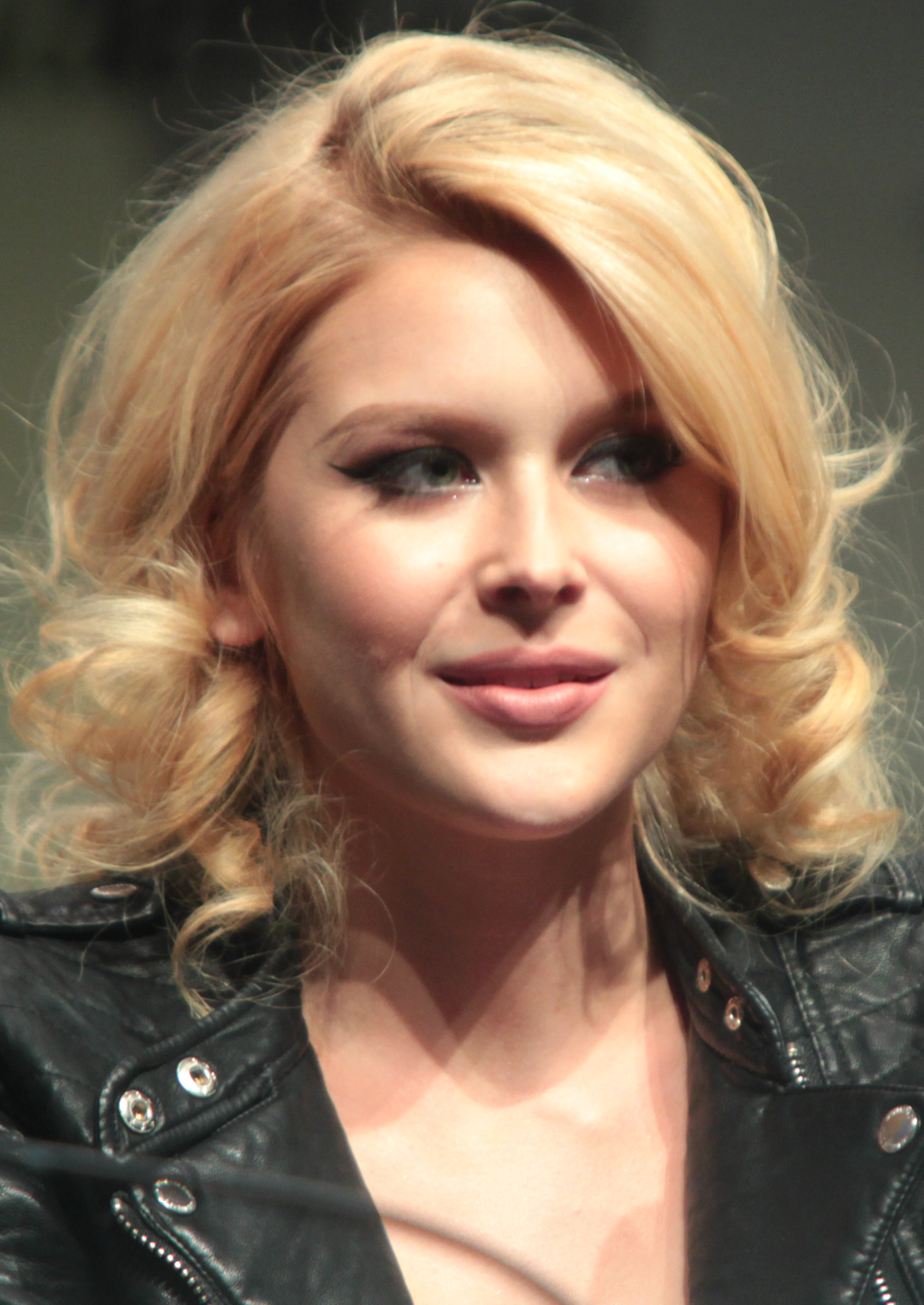
Renee Olstead (* 1989)

### Olsu
- Olsufjew, Adam Wassiljewitsch (1721–1784), russischer Aufklärer, Kabinettsminister und Staatssekretär unter Katharina II., Schriftsteller, Förderer von Oper und Theater
- Olsufjew, Alexej Adamowitsch (1763–1838), russischer Major, Gutsbesitzer in Dresden und Förderer sozialer Projekte
- Olsufjew, Sachar Dmitrijewitsch (1772–1835), russischer General

### Olsv
- Olsvanger, Immanuel (1888–1961), jüdischer Folklorist, Übersetzer und zionistischer Aktivist
- Olsvig, Karl (1879–1957), grönländischer Landesrat
- Olsvig, Lars (* 1951), grönländischer Lehrer und Fußballspieler und -trainer
- Olsvig, Sara (* 1978), grönländische Politikerin (Inuit Ataqatigiit)
- Olsvik, Ellen Sofie (* 1962), norwegische Orientierungsläuferin und Ski-Orientierungsläuferin

### Olsz
- Olsza, Aleksandra (* 1977), polnische Tennisspielerin
- Olszak, Heinrich (1887–1940), deutscher römisch-katholischer Geistlicher und Märtyrer
- Olszak, Wacław (1902–1980), polnischer Bauingenieur
- Olszańska, Michalina (* 1992), polnische Schauspielerin, Musikerin und Schriftstellerin
- Olszański, Jan (1919–2003), ukrainischer Ordensgeistlicher, Bischof von Kamjanez-Podilskyj
- Olszewska, Maria (1892–1969), deutsche Opernsängerin (Alt/Mezzosopran)
- Olszewska, Solange (* 1951), polnische Zahnärztin und Managerin
- Olszewski, Adolf von (1828–1907), preußischer Generalleutnant
- Olszewski, Eugen von (1826–1908), preußischer Generalmajor
- Olszewski, Heinrich von (1823–1918), preußischer Generalleutnant
- Olszewski, Henryk (1932–2021), polnischer Rechtshistoriker und Rechtsprofessor
- Olszewski, Jan (1930–2019), polnischer Politiker, Rechtsanwalt und Publizist
- Olszewski, Jan Gwalbert (1873–1943), polnischer Maler des Realismus
- Olszewski, Johnny (* 1982), US-amerikanischer Politiker der Demokraten
- Olszewski, Józef (1916–2002), polnischer Politiker, Mitglied des Sejm (PZPR), Botschafter in der Tschechoslowakei
- Olszewski, Karl Ewald (1884–1965), deutscher Maler
- Olszewski, Karol (1846–1915), polnischer Chemiker und Physiker
- Olszewski, Krzysztof (* 1951), polnischer Ingenieur, Gründer und Vorstandsvorsitzender der Neoplan Polska
- Olszewski, Kurt von (1860–1937), preußischer Generalmajor
- Olszewski, Paweł Bartosz (* 1979), polnischer Politiker (Platforma Obywatelska), Mitglied des Sejm
- Olszewski, Przemysław (1913–1972), polnischer Agrarwissenschaftler und Hochschullehrer
- Olszewski, Reinhold K. (1917–1982), deutscher Schauspieler, Regisseur und Intendant
- Olszewski, Remigiusz (* 1992), polnischer Leichtathlet
- Olszewski, Stanisław (1852–1898), polnischer Erfinder
- Olszówka, Edyta (* 1971), polnische Schauspielerin
- Olszowski, Grzegorz (* 1967), polnischer römisch-katholischer Geistlicher, Weihbischof in Kattowitz
- Olszowski, Stefan (1931–2023), polnischer Politiker, Mitglied des Sejm
- Olszowy-Schlanger, Judith (* 1967), französische Judaistin